# Srednji Radenci
Srednji Radenci – wieś w Słowenii, w gminie Črnomelj. W 2018 roku liczyła 27 mieszkańców.